# Oslac del Sussex
Oslac (fl. VIII secolo) fu sovrano del Sussex insieme Ealdwulf e Ælfwald e forse anche con Oswald e Osmund.
Viene citato in documenti del 765 e del 772.